# 헌제성 법률

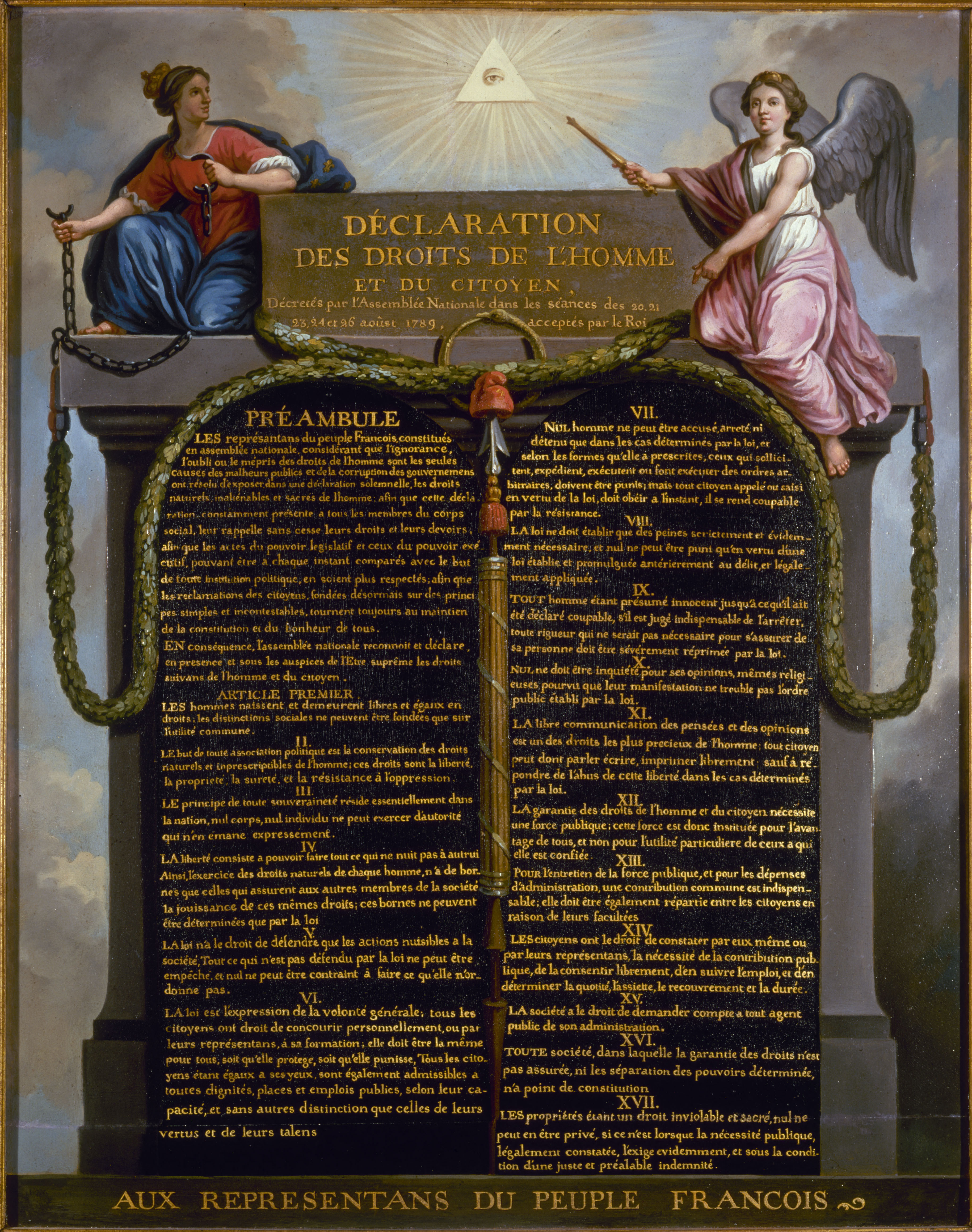
인간과 시민의 권리선언은 헌법적 중요성이 있다.

헌제성 법률(constitutional law)은 한 국가 내의 여러 기관, 즉 행정부, 의회 또는 입법부, 사법부의 역할, 권한 및 구조를 정의하는 법률 체계이다. 시민의 기본 권리와 미국 및 캐나다와 같은 연방 국가에서는 중앙 정부와 주, 지방 또는 준주 정부 간의 관계를 아우른다.
모든 국가가 성문화된 헌법을 가지고 있는 것은 아니지만, 그러한 모든 국가는 다양한 명령적이고 합의된 규칙으로 구성될 수 있는 일반법(jus commune) 또는 토지법을 가지고 있다. 여기에는 관습법, 협약, 성문법, 판례 또는 국제 규칙 및 규범이 포함될 수 있다. 헌제성 법률은 정부가 그 권한을 행사하는 기본 원칙을 다루고 있다. 경우에 따라 이러한 원칙은 세금을 부과하고 국민의 복지를 위해 지출할 수 있는 권한과 같은 특정 권한을 정부에 부여한다. 다른 경우에는 합당한 이유 없이 개인을 체포하는 것을 금지하는 등 정부가 할 수 있는 일에 헌법 원칙이 제한을 가하는 역할을 한다.
미국, 인도, 싱가포르와 같은 대부분의 국가에서 헌제성 법률은 국가가 탄생할 때 비준된 문서의 문구를 기반으로 한다. 다른 헌법, 특히 영국의 헌법은 성문화되지 않은 규칙에 크게 의존하고 있다. 여러 입법 법령 및 헌법 협약이 헌제성 법률 내에서 그 지위가 다양하고 경우에 따라 협약의 조건이 강하게 이의를 제기하는 경우가 있기 때문이다.

## 같이 보기
- 헌법(constitution)
- 입헌주의
- 헌법 경제학
- 법철학
- 공법
- 법치주의